# Mads Pedersen
Mads Pedersen (n. 18 decembrie 1995, Tølløse⁠(d), regiunea Sjælland, Danemarca) este un ciclist profesionist danez, care concurează în prezent pentru Trek-Segafredo, echipă licențiată UCI WorldTeam. În septembrie 2019, a câștigat cursa masculină de șosea la Campionatele Mondiale de șosea UCI 2019 din Yorkshire, Anglia, devenind primul ciclist danez care reușește această performanță.

## Rezultate în Marile Tururi

### Turul Italiei
3 participări
- 2017: locul 138, câștigător al etapei a 15-a
- 2018: locul 140
- 2023: câștigător al etapei a 6-a, nu a terminat competiția

### Turul Franței
4 participări
- 2020: locul 124
- 2021: locul 137
- 2022: locul 99, câștigător al etapei a 13-a
- 2023: câștigător al etapei a 8-a

### Turul Spaniei
1 participare
- 2022: locul 102, câștigător al etapelor a 13-a, a 16-a și a 19-a